# 南京 (映画)
『南京』（英：NANKING）は、アメリカ合衆国製作で2007年に公開された南京事件に関するドキュメンタリー映画。中国で『南京』、台湾で『被遺忘的1937』（忘れられた1937）の題名でも公開された。
日本では2009年12月13日の「南京・史実を守る映画祭2009」で上映された。

## 概要
1937年末に旧日本軍が南京を占領した様子が、西洋人の視点から描かれている。映像では生存者の証言を集めたほか、当時ドイツ・ジーメンス社の南京支社長として赴任していたジョン・ラーベや米国人女性教師ミニー・ヴォートリンなどが、南京に南京安全区を設立して住民20万人以上を虐殺から保護した行いを、ヨーロッパにおいてユダヤ人をホロコーストから救ったドイツ人実業家のオスカー・シンドラーになぞらえ、「中国のシンドラー」と位置づけている。また文豪アーネスト・ヘミングウェイの孫娘のマリエル・ヘミングウェイ、ウディ・ハレルソン、ユルゲン・プロホノフ、スティーヴン・ドーフ、ミシェル・クルージら米国の著名人や俳優を起用し、欧米人の残した日記も読み上げている。
中国共産党中央委員会の機関紙人民日報によると、この映画は大量の写真や史料をもとに制作され、米国会図書館から当時に関する記録や多くの貴重なフィルムを発見している、としている。また監督の2人は、中国および日本において80人におよぶこの事件の生存者を探し回り、そのうちかなりの人数がこの映画に実際に出演している。
米紙ワシントン・ポストによると、この映画のプロデューサーで当時アメリカ・オンライン（AOL）の副会長であったテッド・レオンシス（2007年末現在、名誉副会長）が、『ザ・レイプ・オブ・南京』を著した中国系アメリカ人女性作家アイリス・チャンの自殺をめぐる古新聞の記事を目にしたのが、製作のきっかけだったと同紙に説明している。監督のビル・グッテンタグは、アカデミー賞短編ドキュメンタリー賞を2度受賞している人物。
2007年に「南京大虐殺」70周年を迎えたため中国や米国で関連した映画の計画がつづき、この映画はその先陣として注目された。
本作のためにルー・リードはSafety ZoneとGravityの二曲を作曲した。

## 反響
2007年1月、米国・ユタ州で開催されたサンダンス映画祭で上映され、「会場は連日満席となり、米国各メディアの注目を集めた」と中国共産党中央委員会の機関紙人民日報は伝えた。同年6月、中国全土での封切りを前に上海国際映画祭で公開されると、会場が満席となるだけではなく、観客が通路にあふれるほどの盛況ぶりだった。

### 批判
水島総は本作に対抗する形で、『南京の真実』の製作を決めた。同製作委員会は、米国の『南京』は歴史的事実に反し、誤った歴史認識に基づく反日プロパガンダ映画であると声明を出しており、反日、侮日意識が、世界中の人々に定着しかねないと批判している。